# Kapelle Maria Rast (Arnoldsweiler)

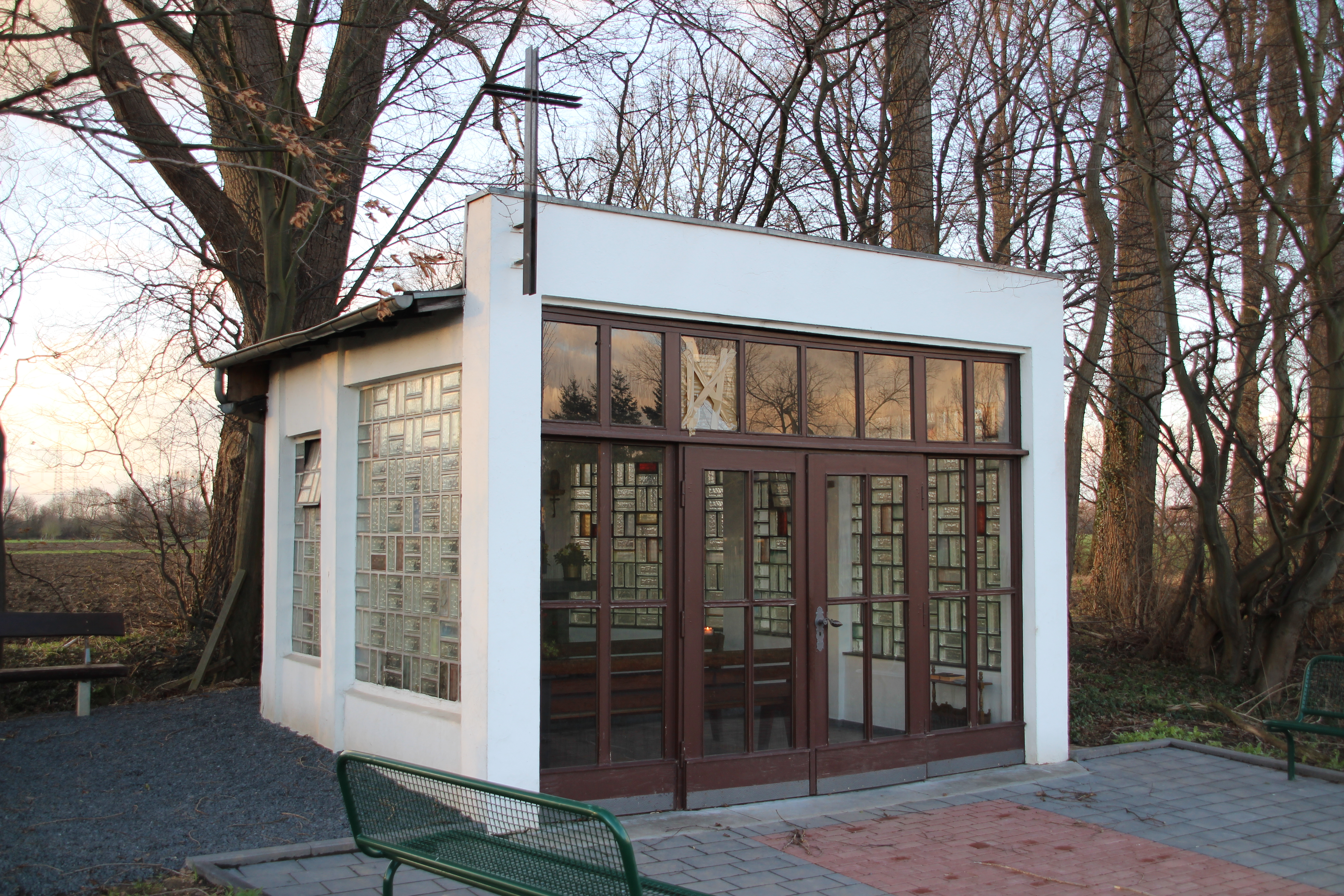
Kapelle Maria Rast bei Arnoldsweiler

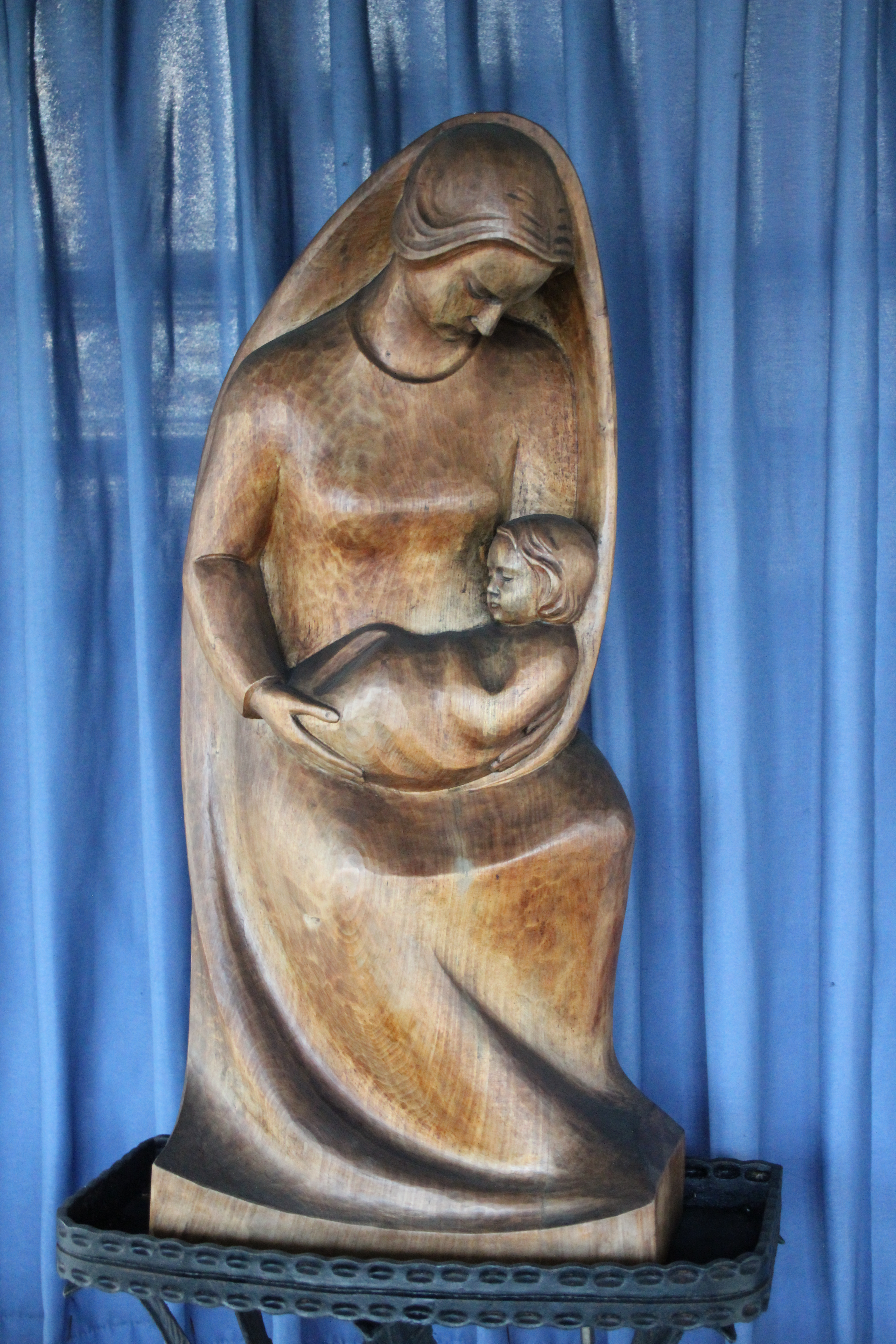
Figur der Muttergottes im Innenraum

Die Kapelle Maria Rast, auch Maria Rast in den Benden genannt, ist eine römisch-katholische Wegkapelle in der Nähe des Dürener Stadtteils Arnoldsweiler im Kreis Düren in Nordrhein-Westfalen.
Das Gotteshaus gehört zur Pfarre St. Arnold Arnoldsweiler. Diese bildet heute mit mehreren benachbarten Gemeinden die Gemeinschaft der Gemeinden (GdG) St. Franziskus Düren-Nord.

## Lage
Die Kapelle befindet sich östlich von Arnoldsweiler zwischen Arnoldsweiler und Haus Rath mitten im Feld in den Kirchenbenden. Direkt hinter der Kapelle an der Westseite fließt der Hansgraben vorbei.

## Geschichte
Die kleine Kapelle ist aus einem Marienbildstock hervorgegangen, der auf Initiative des damaligen Arnoldsweiler Pfarrers Johannes Dautzenberg im Juli 1959 aufgestellt worden war.
Bereits ein Jahr später ergriffen Rentner aus Arnoldsweiler die Initiative, um um den Bildstock eine kleine Kapelle zu erbauen. So wurde die Kapelle in der ersten Hälfte des Jahres 1960 in Eigeninitiative von freiwilligen Arnoldsweiler Pfarrangehörigen erbaut. 
Die Einweihung der Kapelle fand am 28. Juni 1960 durch Pfr. Johannes Dautzenberg und Pater Springob statt. Zugleich wurde auch die erste Heilige Messe in der Kapelle gelesen. Entstanden war eine einfache Kapelle mit einem flachen dreiseitigen Chorschluss im Westen, einer großen Glasfassade mit Tür im Osten und rechteckigen Fenstern, welche mit Glasbausteinen ausgefüllt sind.
Im Jahr 2017 wurde die Kapelle renoviert. Dabei wurde der Vorplatz neu gestaltet und die Kapelle innen und außen mit einem neuen Anstrich versehen.

## Ausstattung
Im Innenraum befindet sich eine hölzerne Figur der Muttergottes mit Jesukind aus den 1950er Jahren. Davor steht ein einfacher Altar aus Granit. Der Fußboden besteht teilweise aus Platten, die bis 1959 in der Pfarrkirche eingebaut waren und dann dort ersetzt wurden.

## Sonstiges
Jedes Jahr im Mai findet von der Pfarrkirche Groß St. Arnold aus eine Prozession zur Kapelle statt, wo dann eine Messe gefeiert wird.